# Saving All My Love for You
"Saving All My Love for You" là bài hát được sáng tác bởi Michael Masser và Gerry Goffin cùng với sự sắp xếp của Gene Page. Ban đầu, bài hát được trình bày bởi Marilyn McCoo và Billy Davis Jr. vào năm 1978 nằm trong album Marilyn & Billy (tuy nhiên giọng của Davis’ không được nhắc đến trong phiên bản này). "Saving All My Love for You" sau này được cover lại bởi ca sĩ nhạc pop và R&B người Mỹ Whitney Houston, và được phát hành như là đĩa đơn thứ hai trích từ album đầu tay mang chính tên cô. Phiên bản của Whitney sau đó đã đứng đầu tại nhiều bảng xếp hạng trên thế giới, bao gồm cả Billboard Hot 100 của Mỹ, đây cũng là đĩa đơn quán quân đầu tiên của cô tại đây.
"Saving All My Love for You" là một bản jazzy ballad nói về một cô gái yêu một người đàn ông đã có gia đình. Video ca nhạc của bài hát được đạo diễn bởi Stuart Orme, được quay tại London. Nội dung video chủ yếu là hình ảnh Whitney hát trong phòng thu cùng với một nhà sản xuất âm nhạc đã kết hôn, và cô đã té ngã trên đường đi trong tình yêu. Tại lễ trao giải Grammy năm 1986, bài hát đã giúp cho Whitney giành giải Grammy đầu tiên ở hạng mục "Trình diễn giọng pop nữ xuất sắc nhất. Whitney cũng biểu diễn bài hát này ở một số chương trình truyền hình và trong các tour diễn của mình. Bài hát cũng được nhiều nghệ sĩ khác hát lại.

## Danh sách track và định dạng
- US vinyl / 7" single
  - A "Saving All My Love for You" — 3:46
  - B "All at Once" — 4:26
- German vinyl 7"

1. "Saving All My Love for You" — 3:57
2. "Nobody Loves Me Like You Do" (song ca với Jermaine Jackson) — 3:46

- UK vinyl / 12"
  - A "Saving All My Love for You"
  - B1 "All at Once"
  - B2 "Greatest Love of All"
- German vinyl / 7"
  - A "Saving All My Love for You" — 3:57
  - B "How Will I Know" — 3:35

## Xếp hạng và chứng nhận
| Bảng xếp hạng (1985)                     | Vị trí cao nhất |
| ---------------------------------------- | --------------- |
| Áo (Ö3 Austria Top 40)                   | 12              |
| Hà Lan (Dutch Top 40)                    | 16              |
| Pháp (SNEP)                              | 11              |
| Đức (GfK)                                | 18              |
| Ireland (IRMA)                           | 1               |
| New Zealand (Recorded Music NZ)          | 5               |
| Na Uy (VG-lista)                         | 10              |
| Thụy Sĩ (Schweizer Hitparade)            | 5               |
| Anh Quốc (OCC)                           | 1               |
| Hoa Kỳ Billboard Hot 100                 | 1               |
| Hoa Kỳ Adult Contemporary (Billboard)    | 1               |
| Hoa Kỳ Hot R&B/Hip-Hop Songs (Billboard) | 1               |

| Bảng xếp hạng (1985) | Xếp hạng |
| -------------------- | -------- |
| U.S. Black Singles   | 5        |
| U.S. Pop Singles     | 23       |
| Bảng xếp hạng (1986) | Xếp hạng |
| Swiss Singles Chart  | 28       |

| Nước           | Tổ chức | Chứng nhận |
| -------------- | ------- | ---------- |
| Vương quốc Anh | BPI     | Vàng       |
| Mỹ             | RIAA    | Vàng       |